# ألبرتو لويس
ألبرتو لويس (بالإنجليزية: Alberto Lois)‏ هو لاعب كرة قاعدة دومينيكاوي، ولد في 6 مايو 1956 في هاتو مايور في جمهورية الدومينيكان، وتوفي في 12 مارس 2019 بسبب سرطان المعدة.

## وصلات خارجية
- ألبرتو لويس على موقع دوري كرة القاعدة الرئيسي (الإنجليزية)
- ألبرتو لويس على موقعبيزبول رفرنس.كوم (الدوري الرئيسي) (الإنجليزية)
- ألبرتو لويس على موقعبيزبول رفرنس.كوم (الدوري الثانوي) (الإنجليزية)